# Mcbirneyite
La mcbirneyite è un minerale.